# Mira Szászy
Mira Szászy, DBE (* 7. August 1921 in Waihopo, Neuseeland; † 20. Dezember 2001 in Ngataki, Neuseeland) war eine neuseeländische Māori-Führerin und Sozialwissenschaftlerin. Sie war eine der ersten Māori-Frauen, die 1945 einen Abschluss an der University of Auckland machte. Sie leistete bedeutende Beiträge in den Bereichen Bildung, Rundfunk, Sozialfürsorge und Entwicklung kleiner Unternehmen.

## Leben und Werk
Szászy wurde als Miraka (Mira) Petricevich als Tochter von Makareta Raharuhi und Lovre (Lawrence) Cvitano Petricevich geboren. Ihre Mutter war eine Nachfahrin der Stämme Ngāti Kurī und Te Aupouri und ihr Vater ein dalmatinischer Einwanderer, der fließend Te Reo Māori sprach. Ihre Mutter starb, als sie drei Jahre alt war, und hinterließ ihre ältere Schwester und einen weiteren Whanau, der sich um sie kümmerte, während ihr Vater auf den Gumfields arbeitete. Sie besuchte die Te Hāpua Native School. Im Alter von 15 Jahren wurden sie und Merimeri Penfold ausgewählt, ihre Ausbildung in Auckland fortzusetzen. Sie besuchte das Queen Victoria Māori Girls College und die Auckland Girls Grammar School, gefolgt von einem Jahr am Fagan’s Coaching College. Sie schrieb sich 1942 am Auckland Teachers Training College und am Auckland University College ein und erwarb 1944 ihr Lehrerzertifikat. 1945 erhielt sie als eine der ersten Māori-Frauen ihren Bachelor of Arts-Abschluss.
Sie unterrichtete in Kaikohe und kehrte 1947 nach Auckland zurück, wo sie bei der Abteilung für Māori-Angelegenheiten als Sozialbeamtin angestellt war. Die derzeitigen politischen Änderungen sahen die Einrichtung von Stammeskomitees in Neuseeland vor. Sie war an diesem Prozess beteiligt und reiste zu Marae und Hui zwischen Wellsford und Meremere. Die Stammeskomitees wurden von Männern dominiert und orientierten sich nicht an den Bedürfnissen der Māori-Frauen.
1948 erhielt sie ein Stipendium an der Universität von Hawaii, wo sie 1949 ein Diplom in Sozialwissenschaften erhielt. Nach ihrer Rückkehr nach Neuseeland arbeitete sie bei Māori Affairs in Wellington. In den frühen 1950er Jahren verfeinerte ihre Kommunikationsfähigkeiten zusammen mit einigen der bekanntesten Māori-Beamten der Mitte des 20. Jahrhunderts, Rangi Royal, Michael Rotohiko Jones, Charles Bennett und Tipi Tainui Ropiha.

## Te rōpū wahine Māori toko i te ora (Māori-Frauen-Wohlfahrts-Bund)
1951 war sie an der Gründung der Māori Women’s Welfare League (Te Ropu Wahine Maori Toko i te Ora) beteiligt und wurde zur Sekretärin der ersten Exekutive ernannt. Ihre Eignung wurde jedoch zunächst angezweifelt, da einige Māori glaubten, sie sei zu verwestlicht und zu gebildet, um mit ihrem eigenen Volk in Kontakt zu treten. Sie baute enge Beziehungen zu der Māori-Anführerin Te Puea Hērangi und der ersten nationalen Präsidentin Whina Cooper auf. Sie leitete die Liga in dieser Zeit im Wesentlichen und wurde später deren Vertreterin bei der 1961 gegründeten Māori Education Foundation. Sie war bis 1957 als Sekretärin der Liga tätig und war deren Repräsentantin auf Konferenzen der Pan-Pacific Women’s Association (PPWA) 1952 in Christchurch und 1955 in Manila.
1956 heiratete sie den aus Auckland stammenden ungarischen Buchhalter Albert Szászy, mit dem sie zwei Söhne bekam. 1961 zog sie mit ihrer Familie nach Auckland und war weiterhin politische tätig. 1969 arbeitete sie mit 22 Organisationen zusammen, um das Leben von Māori und Māori-Frauen im Besonderen zu verbessern. In den 1960er Jahren war sie überzeugt, dass die Rolle der Māori-Frauen und der Liga durch die Gründung des New Zealand Māori Council, den die Regierung als nationale Stimme der Māori betrachtete, in Frage gestellt wurde. 1972 wurde sie zur Dozentin für Māori-Studien am Auckland Secondary Teachers Training College ernannt und 1979 wurde sie Direktorin der Gemeindeabteilung des Ngā Tapuwae Community College.
1974 wurde sie zur Präsidentin der Māori Women’s Welfare League gewählt und war bis 1977 Präsidentin. Sie aktualisierte die Richtlinien der Liga und arbeitete eine Verfassung, ein Glaubensbekenntnis und einen Ethikkodex aus. 1979 verlieh ihr die Liga den Titel Whāea o te Motu.
In ihrer Grundsatzrede auf dem ersten Kongress der UN-Frauendekade im Jahr 1973 kritisierte sie öffentlich die neuseeländische feministische Publikation Broadsheet dafür, dass sie die traditionellen Rollen der Māori-Frauen und die gegenwärtigen Herausforderungen falsch darstellte. Wie schon im Anschluss an die Panpazifische Frauenkonferenz in Manila wies sie auch darauf, dass Geschlechter- und Rassenunterdrückung miteinander verflochten seien, während Pākehā-Frauen Fortschritte machten, würden Māori-Frauen zurückgelassen.
1984 zog sie sich von ihrer Position am Ngā Tapuwae Community College zurück. 1993 war sie Mitglied der Fischereikommission des Waitangi-Tribunals, sprach auf einer Menschenrechtskonferenz der Vereinten Nationen in Wien und bereiste das Land, um Interviews für ein Buch über die Geschichte der Māori Women’s Welfare League zu führen. Im selben Jahr war sie eine der Māori-Führerinnen, die beim Waitangi-Tribunal die Mana-Wāhine-Klage im Zusammenhang mit Maßnahmen der Krone einreichte. Die Klage war noch nicht verhandelt, als sie am 20. Dezember 2001 im Alter von 80 Jahren in Ngataki starb. Sie wurde in Ngataki begraben.
Sie war von Anfang an eine Schlüsselfigur der Màori Women’s Welfare League und bekleidete leitende Positionen. Sie vertrat nachdrücklich die Auffassung, dass die Màori nur dann vorankommen würden, wenn die Stellung ihrer Frauen verbessert werde. Sie war für viele Organisationen tätig, darunter den Màori Education Foundation Trust, den Race Relations Council, der New Zealand Broadcasting Corporation, der Women’s Convention, dem New Zealand Council for Protection of Citizens’ Rights, der Social Welfare Kommission, Radio New Zealand und die Màori Fisheries Commission. Sie war eine frühe Verfechterin des gleichen Entgelts für Frauen und gehörte dem Beratungsausschuss zur Gründung des Ministeriums für Frauenangelegenheiten an, wobei sie insbesondere beim Aufbau der Màori-Abteilung Te Ohu Whakatupu beteiligt war.

## Ehrungen (Auswahl)
- 1977: Commander of the Order of the British Empire (CBE)
- 1989: Dame Commander of the Order of the British Empire (DBE)
- 1993: New Zealand Suffrage Centennial Medal[4][5]
- 1993: Ehrendoktorwürde in Rechtswissenschaften von der Victoria University of Wellington
- 1998: zu Ehren von Szászys Leistungen wurde das Mira Szászy Research Centre von der University of Auckland Business School gegründet. Das Zentrum ist Neuseelands erste spezielle Māori- und Pazifik-Forschungseinrichtung für Wirtschaft.[6]
- 2017: 150 Women in 150 Words der Royal Society Te Apārangi